# 명례초등학교
명례초등학교는 대한민국 경상남도 밀양시 하남읍 명례로 451 (명례리)에 있었던 공립 초등학교이다.

## 역사
- 1943년 6월 1일 하남대사공립국민학교 명례분교장 인가
- 1945년 4월 19일 명례공립국민학교 개교
- 1976년 9월 1일 학교 급식 실시
- 1984년 6월 20일 병설유치원 설립
- 1990년 4월 10일 동편종합교재원 조성, 유치원 놀이터 설립
- 1993년 6월 12일 씨름장 설치
- 1994년 2월 14일 이동급식 실시(백산초등학교,오산초등학교)
- 1996년 3월 1일 교명 변경(명례초등학교)
- 1997년 3월 3일 5학급편성 1,2학년 복식학급
- 1997년 9월 1일 제24대 김남두교장 취임
- 1998년 3월 2일 4학급편성(46명)
- 1999년 2월 13일 유치원수료식
- 1999년 2월 19일 제51회 졸업식-17명(총 졸업생 3,311명)
- 1999년 3월 1일 수산초등학교로 통폐합